# 圣热姆 (吉伦特省)
圣热姆（法語：Sainte-Gemme，法語發音：[sɛ̃t ʒɛm]）是法国吉伦特省的一个市镇，属于朗贡区。该市镇总面积9.55平方公里，2009年时的人口为236人。

## 人口
圣热姆人口变化图示